# Мегалополис (угольный разрез)
Мегалополис — комплекс угольных разрезов к западу от города Мегалополис на Пелопоннесе, принадлежащий Государственной энергетической корпорации Греции (ΔΕΗ). Разработка ведётся открытым способом. Комплекс включает угольные разрезы Хоремис (греч. Ορυχείο Χωρεμίου, у села Хоремис), Токния (у села Токния), Маратуса (у села Маратуса и Кипарисия (у села Кипарисия).
Мегалополисский бассейн — основной район добычи лигнитов в Греции, наряду с Птолемаисским (у города Птолемаис). Лигниты Мегалополисского бассейна служат топливом для ТЭС юга материковой части Греции.

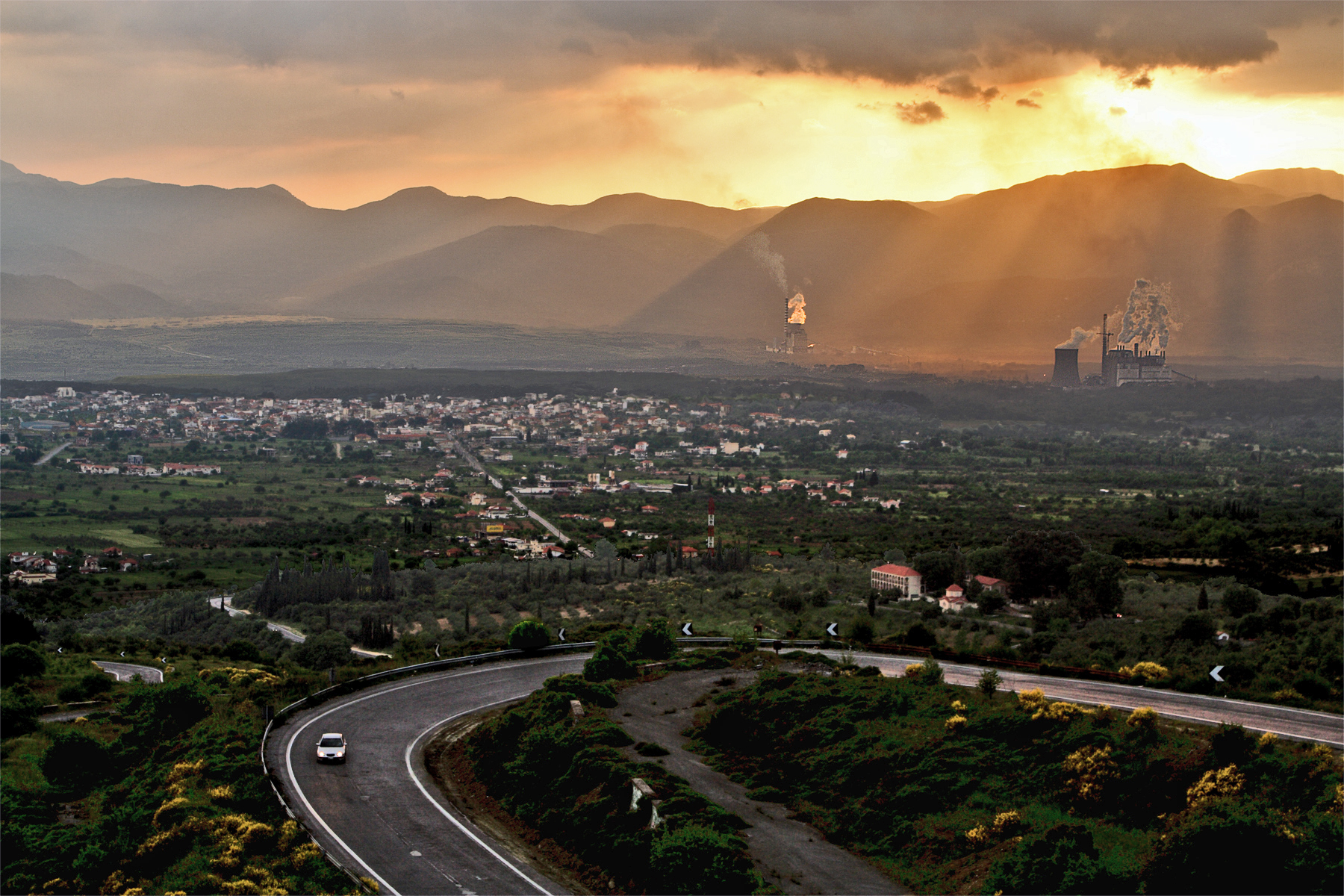
ТЭС «Мегалополис» на заднем плане

Месторождение лигнитов в Мегаполисе было впервые изучено в 1957 году, и результаты были обнадеживающими. Эксплуатация месторождения началась в 1970 году и являлась уникальной, поскольку впервые в мире добыты лигниты столь низкого качества и использованы для производства электроэнергии. Годовая добыча лигнитов с 4,1 млн т в 1971 году постепенно выросла до 14,5 млн т в 2002 году (максимальная добыча). Годовая добыча поддерживалась на уровне 13—14 млн т до 2008 года, когда начался постепенный спад. В 2015—2019 гг. годовая добыча колебалась на уровне 6—8 млн т. В 2020 году добыча лигнитов составила 2,81 млн т.
В 2018 году создана дочерняя компания «Λιγνιτική Μεγαλόπολης Μονοπρόσωπη Α.Ε.» (Lignitiki Megalopolis S.A.), 100 % акций которой принадлежали ΔΕΗ. В 2022 году компания была поглощена ΔΕΗ.
Разрабатывается угольный разрез Хоремис. Лигнит поступает на блок IV ТЭС «Мегалополис-2», единственный находящийся в эксплуатации. В 2020 году добыча лигнитов на руднике Хоремис составила 2,81 млн т. Запланировано закрытие разреза в 2023 году.